# IBM 2321 Data Cell

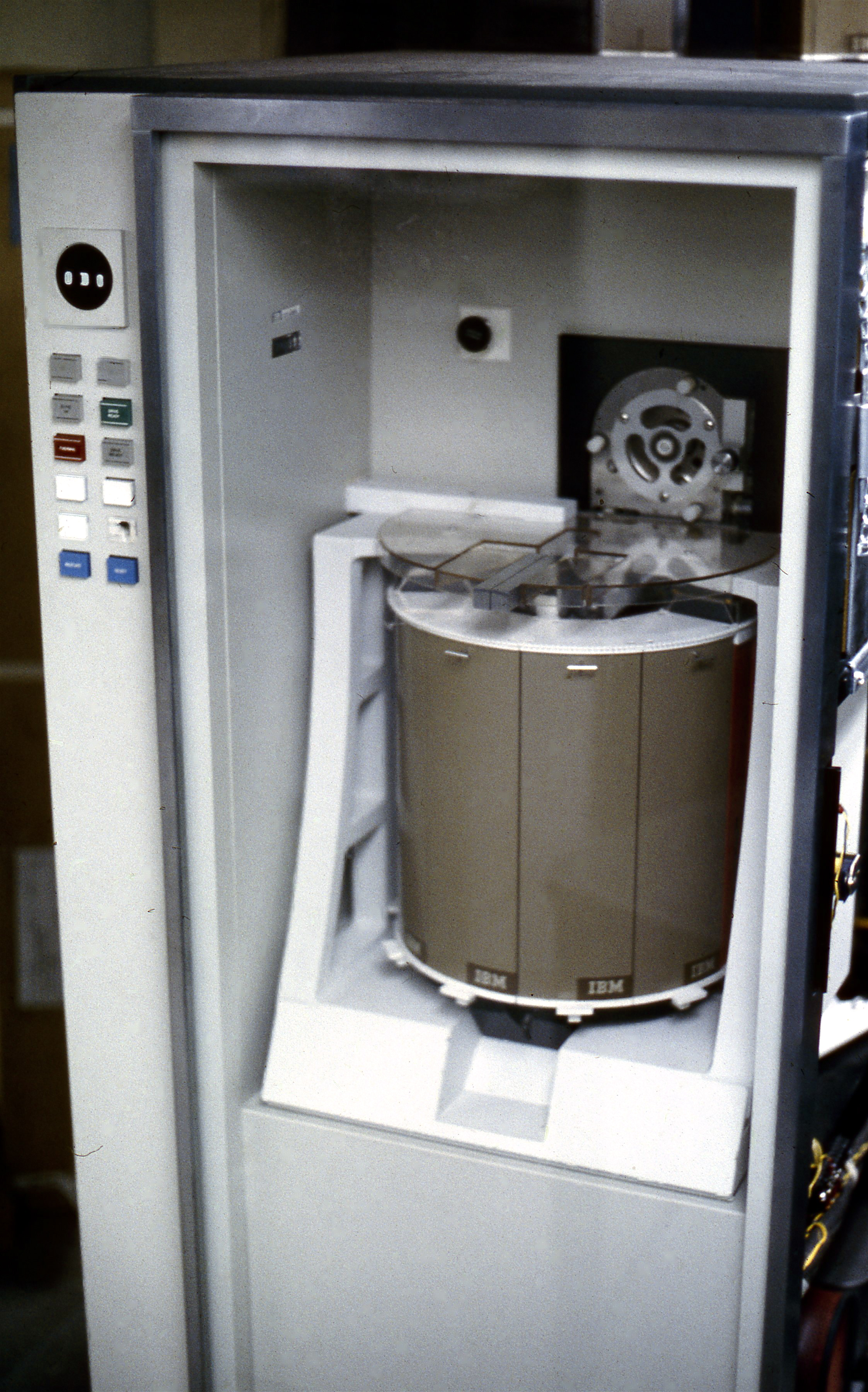
IBM 2321 Data Cell ve výpočetním centru University of Michigan na konci 60. let 20. století

IBM 2321 Data Cell bylo vysokokapacitní zařízení pro ukládání dat s přímým přístupem (anglicky Direct Access Storage Device, DASD) dodávané firmou IBM pro System/360. Zařízení bylo ohlášeno spolu se System/360 v dubnu 1964 a dodáváno do ledna 1975. Jeho kapacita byla 400 megabytů s dobou přístupu 95 až 600 milisekund podle pozice proužku pásky a rozložení dat v jednotlivých datových buňkách.

## Charakteristiky
Jednotka 2321 používá jako záznamové médium proužky magnetické pásky o rozměrech 5,7×33 cm. Jednotka obsahuje až 10 vyměnitelných zásobníků (anglicky Data Cell) uspořádaných do tvaru válce, každý zásobník obsahuje 20 podzásobníků (subcells), každý s 10 proužky magnetické pásky. Na každém proužku je 100 stop po 2 KB. Celková úložná kapacita zařízení IBM 2321 Data Cell je 400 megabajtů nebo 800 miliónů desítkových číslic, 55× větší než tehdejších disků IBM 2311. K řadiči IBM 2841 bylo možné připojit až osm jednotek 2321, což dává úložnou kapacitu více než 3 GB, tj. kapacitu 441 disků IBM 2311, které by vyžadovaly 56 řadičů IBM 2841, pro jejichž připojení by bylo potřeba 7 datových kanálů.
IBM 2321 Data Cell je však až 7× pomalejší než disky IBM 2311 (přístupová doba 95-600 ms oproti 85 ms u IBM 2311).
Data Cell využívá tři samostatné současně pracující systémy výběru záznamu: servohydraulický otáčí sadu zásobníků pro výběr zvoleného podzásobníku, a dva ovládané solenoidem; jeden pro výběr správného proužku z deseti v podzásobníku, druhý pro výběr jedné z pěti pozic 20stopé hlavy (na jednom proužku je 100 stop). Jednotka obsahovala 19 litrů hydraulické kapaliny Mobil DTE Light pod tlakem přibližně 10 MPa (100 atmosfér); navzdory historkám byly úniky hydraulické kapaliny velmi řídké. Jednotka byla žertovně nazývána „noodle picker“ (vybírač nudlí), protože vyměnitelné magnetické proužky byly ohebné a připomínaly lasagne.
Přestože úložným médiem je magnetická páska, je jednotka 2321 řazena mezi úložiště s přímým přístupem, protože může přímo přistupovat k požadovanému záznamu místo postupného čtení obvyklého u magnetopáskových jednotek. Kanály IBM System/360 adresovaly 2321 jako zařízení s přímým přístupem, tj. jako diskovou jednotku s 6bytovou adresou tvaru ØBBSCH (šestnáctkově), kde první byte je vždy nulový a zbývající byty adresují podzásobník, proužek pásky, vystavení sady hlav a hlavu.